# Нижнее Рюжи
Нижнее Рюжи — пресноводное озеро на территории Амбарнского сельского поселения Лоухского района Республики Карелии.

## Общие сведения
Площадь озера — 2,4 км², площадь водосборного бассейна — 46,7 км². Располагается на высоте 72,4 метров над уровнем моря.
Форма озера округлая диаметром около двух километров. Берега изрезанные, каменисто-песчаные, местами заболоченные.
Через озеро течёт безымянный водоток, протекающий выше через озеро Верхнее Рюжи и впадающий в Энгозеро, воды из которого через реки Калгу и Воньгу попадают в Белое море.
В озере около десятка безымянных островов различной площади, однако их количество может варьироваться в зависимости от уровня воды.
Вдоль северо-восточного берега озера проходит линия железной дороги Санкт-Петербург — Мурманск.
Двумя километрами к юго-востока от водоёма располагается посёлок Энгозеро.
Код объекта в государственном водном реестре — 02020000711102000003320.